# Gatchsaran
Gatchsaran (en persan : گچساران / Gačsârân) est une ville située dans la province de Kohguilouyeh-et-Bouyer-Ahmad, au Sud-Ouest de l'Iran. La population de la ville et de ses banlieues s'élève à environ 150 000 habitants. La ville s'est développée avec la découverte d'un champ pétrolier à proximité. La ville dispose actuellement des plus grandes réserves de gaz d'Iran.